# Pusŏk-sa
Le Pusŏk-sa (hangeul : 부석사 ; hanja : 浮石寺 ; RR : Buseoksa) est un temple bouddhiste coréen fondé par Uisang en 676, relevant du mouvement Huayan.
Il est classé au patrimoine mondial de l'UNESCO au titre de l'ensemble « Sansa, monastères bouddhistes de montagne en Corée », et plusieurs composantes du temple sont protégés comme trésor national.